# 데이브 토머스 (기업인)
렉스 데이비드 토머스(Rex David Thomas, 1932년 7월 2일 ~ 2002년 1월 8일)는 미국의 기업인으로, 패스트푸드점 웬디스의 창업자이자 데이브 토머스 입양재단의 설립자이다.

## 생애
데이브 토머스는 1932년 7월 2일 미국 뉴저지주 아틀랜틱시티에서 신원불명의 미혼여성에 의해 태어났다. 데이브는 생후 6주만에 렉스와 오벨라 토머스 부부에게 입양되었고, 이것이 그가 훗훗날 입양재단을 설립하는 계기가 되었다. 5살때 그의 양어머니 오벨라 토머스가 죽고 양아버지가 일자리를 찾으러 집을 떠나고 양할머니가 미시간주 캘러머주에서 데이브를 키웠다.
데이브가 12살일 때, 데이브는 처음으로 레거스 레스토랑에서 일했다. 데이브는 한국 전쟁에 참전한 경험이 있으며, 할랜드 샌더스가 KFC 상품 브랜드를 팔러 왔을 때 인연을 맺은 적 있다.
데이브는 1969년 오하이오주 콜럼버스에서 웬디스를 창업하였다. 웬디스는 그의 다섯 자녀 중 웬디 토머스(Wendy Thomas)라는 딸의 이름에서 따온 것이다. 2002년 1월 8일 신경내분비 종양으로 별세하였다.